# Zarafa (software)
Zarafa é um software de colaboração desenvolvido em código aberto na cidade de Delft na Holanda.
Ele fornece o armazenamento de e-mail no lado do servidor e traz o seu próprio cliente Web (WebAccess) baseado no Ajax. Todos os componentes do lado do servidor e do WebAccess do Zarafa são publicados sob a licença AGPL.  Os recursos avançados estão disponíveis nas versões comerciais "Standard", "Profissional" e "Enterprise" (diferentes níveis de recursos). A versão "Community" suporta até três usuários do Outlook.
Zarafa é projetado para se integrar com o Microsoft Office Outlook e destina-se como uma alternativa ao Microsoft Exchange Server. O WebAccess tem o mesmo "look and feel" do aplicativo Ms Outlook no desktop. Pessoas habituadas a trabalhar com o Ms Outlook serão capazes de utilizar o WebAccess sem qualquer problema.
Podem ser manipulados pelo software, recursos como: catálogo de endereços, calendário, notas e tarefas, pastas públicas e funcionalidades do compartilhamento de calendários (convite a usuários internos e externos com gerenciamento do recurso). A integração com PDA, celulares e Blackberry são outros pontos de a se destacar.
Em 18 de setembro de 2008, o servidor Zarafa foi lançado sob a Affero General Public License. A versão open source (versão Community) pode ser baixada em www.zarafa.com/community.
A empresa que desenvolve o Zarafa inicialmente chamada de Connectux, hoje leva o nome do seu produto, Zarafa.

## Tecnologias
Zarafa fornece a funcionalidade de um sistema Groupware conectando um  servidor baseado no Linux com clientes MS Outlook utilizando para isso o MAPI. A comunicação entre o servidor e o cliente é baseado na tecnologia SOAP. A conexão segura do MS Outlook é realizada utilizando SSL. Todos os dados são geralmente armazenados em um banco de dados MySQL. Os anexos podem ser salvos no sistema de arquivos do servidor Linux. O servidor Zarafa pode obter as suas informações de usuários pelo LDAP, Active Directory, usuários do Unix ou pelo banco de dados MySQL interno. O webmail é baseado na tecnologia AJAX, com o backend em PHP usando uma extensão PHP-MAPI. Outros clientes podem se conectar via POP3, IMAP, CalDAV e ICalendar.
O projeto Z-Push foi iniciado pela Zarafa em outubro de 2007. É suportado dispositivos compatíveis com o ActiveSync (Symbian, Pocket PC, iPhone {firmware 2.X}, Nokia {mail4Exchange}, PalmPre) e a aplicação do protocolo ActiveSync é realizada utilizando o Incremental Change System (ICS) fornecido pelo a extensão PHP-MAPI.
Zarafa faz parte do projeto OpenMapi, que está desenvolvendo uma API aberta de Groupware baseado em MAPI.

## Clientes Suportados
- Versões do MS Outlook 2000 até a 2007
- Web access via Mozilla Firefox ou Internet Explorer 6, 7 e 8
- Todos os PDAs e smartphones que forem compatíveis com o ActiveSync via Z-Push
- Dispositivos BlackBerry via o en:Blackberry Enterprise Server (BES)
- Clientes de e-mails POP3/IMAP4
- Clientes de calendário iCal/Caldav

## Recursos
- Catálogo de endereços
- Calendário
- Notas
- Tarefas
- Pastas particulares / Pastas públicas do Outlook
- Configuração de permissão para cada usuário e pasta
- Convite para reunião e opção de livre/ocupado
- Reserva de recursos (como projetores, salas, etc…)
- POP3
- IMAP
- iCalendar
- Caldav
- Sincronização com PDA via Z-Push
- Integração com o BlackBerry usando o Blackberry Enterprise Server
- Mensagem de 'Fora do escritório'
- Brick-level backup
- Single sign-on

## Integração com código livre
Zarafa é compatível/integrado com vários outros projetos de código livre, como:
- MTA: Postfix, Exim, Qmail, Sendmail
- Banco de Dados: MySQL
- Autenticadores: OpenLDAP, Kerberos (protocolo)
- Tecnologias Web: Apache, PHP
- Soluções de Anti-Spam/Virus: ClamAV, SpamAssassin, AMaViS/amavisd-new, DSPAM

## Integração com outras aplicações
Zarafa desenvolveu e lançou recentemente um framework para a integração de software de terceiros. No servidor Zarafa, o calendário, contatos, tarefas e notas podem ser replicados em tempo real para outros aplicativos utilizando a estrutura de replicação Z-Merge. Um demo com essa integração com o SugarCRM está disponibilizada no site da Zarafa.
O sistema de GED (Gerenciamento eletrônico de documentos) Alfresco foi integrado utilizando o WebAccess Plugin System. O usuário é capaz usando o Zarafa anexar aos seus e-mails arquivos diretamente do repositório de arquivos do Alfresco. Uma integração com OpenERP também está disponível.
O sistema GED O3spaces integrou sua solução pelo WebAccess Plugin System.
Uma visão geral de aplicações integradas e uma demonstração on-line (incl. SugarCRM e Alfresco ECM)  pode ser encontrada no site oficial da Zarafa.

## Publicações
- Peter van Wijngaarden: Linux Magazine NL, Sep/2006, nr 4—Zarafa extended with real-time LDAP coupling
- Sebastian Kummer und Manfred Kutas: Linux Magazine PRO (USA) Feb/2008—Zarafa - Exchange Alternative, Linux New Media AG, München, 2007—available online: http://www.linux-magazine.com/issues/2008/87/exchange_alternative/